# Friedrich von Haack
Friedrich Haack, seit 1918 Ritter von Haack (* 8. Dezember 1869 in Sötern; † 17. November 1940 in Berlin-Wilmersdorf) war ein deutscher General der Infanterie der Reichswehr.

## Leben

### Familie
Er war der Sohn des gleichnamigen Geheimen Oberkirchenrates Friedrich Haack und dessen Ehefrau Sophie, geborene Euler. Haack verheiratete sich am 9. Juli 1896 mit Julie Nübling. Aus der Ehe gingen ein Sohn und eine Tochter hervor.

### Militärkarriere
Haack absolvierte sein Abitur am Humanistischen Gymnasium in Birkenfeld. Anschließend trat er am 10. April 1890 als Offiziers-Aspirant in das 12. Infanterie-Regiment „Prinz Arnulf“ der Bayerischen Armee in Neu-Ulm ein. Nach dem Besuch der Kriegsschule München wurde Haack am 5. März 1892 zum Sekondeleutnant befördert. Er stieg weiter zum Regimentsadjutant auf und wurde am 7. März 1903 zum Oberleutnant befördert. Als solcher absolvierte Haack bis 30. September 1903 die Bayerische Kriegsakademie, die ihm die Qualifikation für den Generalstab und das Lehrfach (Taktik, Kriegsgeschichte) aussprach. Daran schloss sich eine zweijährige Kommandierung zur Zentralstelle des Generalstabs an. Am 11. Juli 1905 folgte seine Versetzung nach Ingolstadt als Adjutant zur 11. Infanterie-Brigade. Mit seiner Beförderung zum Hauptmann am 26. Februar 1906 versetzte man Haack in die Zentralstelle des Generalstabs. Hier war er die kommenden beiden Jahre tätig und trat am 16. Oktober 1908 als Kompaniechef im 19. Infanterie-Regiment „König Viktor Emanuel III. von Italien“ in den Truppendienst zurück. Vor Haacks am 20. September 1910 erfolgter Versetzung als Erster Generalstabsoffizier zur 3. Division, hatte man ihn ab 20. Juni zur Vertretung des Generalstabsoffiziers  der 6. Division kommandiert. Am 3. März 1911 wurde er Major und vom 1. Oktober 1912 bis 24. Januar 1914 in den Generalstab der Inspektion des Ingenieurkorps versetzt. Anschließend folgte seine Versetzung in das Kriegsministerium nach München und seine Verwendung in der Armee-Abteilung I (A I).

#### Erster Weltkrieg
Mit Ausbruch des Ersten Weltkriegs verblieb er zunächst dort, da in seinem Verantwortungsbereich die gesamte Mobilmachung sowie die Neuaufstellungen einzelner Einheiten und Verbände lagen. Erst am 4. Januar 1915 kam Haack als Erster Generalstabsoffizier des I. Armee-Korps an die Westfront. Das Generalkommando stand zu dieser Zeit in Péronne und hier erlebte er die Stellungskämpfe an der Somme. Am 10. September 1915 wurde Haack zum Chef des Generalstabs des III. Armee-Korps ernannt. Mitte Juli 1916 wurde das Korps aus seiner Stellung im Mihiel-Bogen gezogen und für zwei Monate bei der 6. Armee im Artois eingesetzt. Anschließend kämpfte es bei der 1. Armee in der Schlacht an der Somme. Anfang Oktober wurde das Korps wieder der 6. Armee zugewiesen und im folgenden Winter südlich Lille eingesetzt. Dort erfolgte auch am 14. Dezember 1916 Haacks Beförderung zum Oberstleutnant. Als solcher kämpfte er im April/Mai 1917 während der Frühjahresschlacht bei Arras sowie in der Dritten Flandernschlacht. Durch das frühzeitige heranführen der Eingreifdivisionen konnten im Korpsbereich die Angriffe der Engländer nach leichten Anfangserfolgen abgeschlagen und 2000 Gefangene eingebracht werden. Anfang September aus der Front gezogen, wurde es kurzzeitig nach Gent und von dort an die Isonzofront verlegt. Hier war Haacks Korps der neugebildeten 14. Armee unterstellt und sollte als Gruppe Tolmein den Hauptangriff gegen Italien führen. In der Zwölften Isonzoschlacht wurden die Italiener geschlagen und bis zur unteren Piave verfolgt, bevor das Korps dort in den Stellungskrieg überging.  Nach der Rückkehr des Generalkommandos an die Westfront Mitte Dezember 1917 wurde Haack zum Kommandeur des Ersatz-Regiments 4 ernannt, das westlich von Mülhausen stand. Das Kommando gab er am 5. April 1918 ab und übernahm dann das 7. Infanterie-Regiment „Prinz Leopold“. Dieses führte Haack bei den Kämpfen westlich Bapaume. Am 29. Mai 1918 wurde er zum Chef des Generalstabs des I. Armee-Korps ernannt. Zunächst kam er wieder im Mihiel-Bogen zum Einsatz, wurde dann aber in die Gegend von Vouziers verlegt und nahm hier bei der 7. Armee an der Offensive beiderseits Reims sowie den anschließenden Abwehrkämpfen teil.
Haacks Leistungen in den Abwehrschlachten zwischen Soissons und Reims sowie zwischen Marne und Vesle würdigte Wilhelm II. am 4. August 1918 mit der Verleihung der höchsten preußischen Tapferkeitsauszeichnung, dem Orden Pour le Mérite. Das Korps wurde dann aus der Front gezogen und kam zur 18. Armee, bei der es bis Kriegsende verblieb. Ludwig III. belieh Haack für seine Verdienste am 3. Oktober 1918 mit dem Ritterkreuz des Militär-Max-Joseph-Ordens. Mit der Verleihung war der persönliche Adel verbunden und er durfte sich nach der Eintragung in die bayerische Adelsmatrikel „Ritter von Haack“ nennen.

#### Nachkriegszeit
Nach dem Waffenstillstand und der Rückführung des Korps in die Heimat blieb Haack zunächst bis Ende Dezember 1918 Chef des Generalstabs und war dann Inspekteur des Bayerischen Fliegerbataillons. Im Mai 1919 nahm Haack als Freikorpskämpfer an der Zerschlagung der Münchner Räterepublik teil, wurde dann in die Vorläufige Reichswehr übernommen und zum Kommandeur des Reichswehr-Schützen-Regiments 42 in Augsburg ernannt. Am 16. Juni 1920 folgte seine Beförderung zum Oberst. Mit der Umbildung des Übergangsheeres zur Reichswehr wurde Haack zum Kommandeur des 19. (Bayerisches) Infanterie-Regiments ernannt. Das Kommando gab er zum 1. Februar 1922 an seinen Nachfolger Adolf von Ruith weiter und wurde als Chef des Stabes der Heeresleitung nach Berlin ins Reichswehrministerium versetzt. In dieser Funktion wurde er am 1. Februar 1923 zum Generalmajor sowie am 1. März 1926 zum Generalleutnant befördert. Am 1. April 1927 wurde Haack dann zum Chef des neugeschaffenen Wehramtes im Reichswehrministerium ernannt. Mit Verleihung des Charakters als General der Infanterie wurde er schließlich am 31. Oktober 1927 aus dem Dienst verabschiedet.
Nach seiner Verabschiedung war Haack als Schriftleiter der Zeitschrift Deutsche Wehr tätig.

### Auszeichnungen
- Offizierskreuz des Bayerischen Militärverdienstordens mit Schwertern[2]
- Bayerisches Dienstauszeichnungskreuz II. Klasse[2]
- Roter Adlerorden IV. Klasse[2]
- Ritterkreuz des Königlichen Hausordens von Hohenzollern mit Schwertern[2]
- Eisernes Kreuz (1914) II. und I. Klasse[2]
- Ritterkreuz I. Klasse des Albrechts-Ordens mit Schwertern und Krone[2]
- Hanseatenkreuz Hamburg[2]
- Ehrenritterkreuz I. Klasse des Oldenburgischen Haus- und Verdienstordens des Herzogs Peter Friedrich Ludwig mit Schwertern
- Friedrich-August-Kreuz I. Klasse[2]
- Österreichisches Militärverdienstkreuz III. Klasse mit Kriegsdekoration[2]